# Villicus
Der Vil(l)icus (lateinisch) bei den alten Römern als Verwalter eines Gutes (villa) war gewöhnlich ein Sklave oder Freigelassener, der die Aufsicht über die Arbeitssklaven des Gutes hatte. Er musste von Rechts wegen von der ganzen Landwirtschaft eine vollständige praktische Erfahrung haben. Meist wurde ihm eine vil(l)ica zur Frau gegeben.

Er verwaltete alle Einnahmen und Ausgaben des Guts im Namen des Besitzers. Mit den nicht im Haus beschäftigten Sklaven ging er morgens zur Arbeit und sorgte für deren Rückkehr nach getaner Arbeit. In seinen Verantwortungsbereich fiel die Pflege des landwirtschaftlichen Werkzeugs, die gewöhnlich an Feiertagen, bei eisernen Geräten auch häufiger zu erfolgen hatte. Zudem hatte er sich um die Kleidung der Sklaven zu kümmern und für jede Witterung geeignete Ausstattung bereitzuhalten. Der vilicus hatte außerdem darauf zu achten, dass keine neuen Wege durch den Gutsbesitz angelegt und Grenzsteine zu Ungunsten des Besitzers versetzt wurden. Auch oblag ihm die Überwachung eingesperrter Sklaven, insbesondere hinsichtlich ausreichender Fesselung und des Schutzes der Gefängnisräume.
Aufgrund der im Vergleich zu den ihm unterstehenden Ackerbausklaven körperlich weniger verausgabenden Tätigkeit erhielt der villicus von seinem Herren eine entsprechend geringere Ration an Lebensmitteln zugeteilt als diese.
Im Mittelalter bezeichnete der Titel einen vom Grundherrn Beauftragten. Vielfach waren das Verwalter der Güter eines  Herrenhofs (s. dazu auch Villikation). Als Verwalter waren ein villicus und ein subvillicus tätig, die mit ihren Knechten das Ackerland bewirtschafteten, die Abgaben der unterstellten Höfe einzogen und den ganzen Ertrag an den Herrn weitergaben. Sie waren meist Beauftragte der Herrschaften und konnten jederzeit des Amtes enthoben werden. Für die Dienste erhielten sie einen Teil der eingezogenen Abgaben.
Aus der bäuerlichen Berufs- und Stellungsbezeichnung Villicus bildete sich der nicht nur in Norddeutschland verbreitete Familienname Willke, Wilcke oder Wilke. Auch heute sind diese Familiennamen noch häufig auf Meierhöfen in Ortschaften anzutreffen.